# Lau King
Pachoio Lau Há King znany jako Lau King (ur. 9 kwietnia 1995 w Pembie) – mozambicki piłkarz grający na pozycji napastnika. Od 2024 jest zawodnikiem klubu UD Songo.

## Kariera klubowa
Swoją karierę piłkarską Lau King rozpoczął w klubie Desportivo Pemba. W 2013 roku zadebiutował w jego barwach w trzeciej lidze mozambickiej. W 2016 roku grał w drugoligowym, Ferroviário Pemba, a w 2017 przeszedł do pierwszoligowego CD de Nacala. W 2018 roku został zawodnikiem UD Songo. W sezonach 2018 i 2022 wywalczył z nim dwa mistrzostwa, a w sezonie 2019 - wicemistrzostwo i Puchar Mozambiku. W 2023 roku występował w angolskim klubie Sagrada Esperança, a w 2024 wrócił do UD Songo.

## Kariera reprezentacyjna
W reprezentacji Mozambiku Lau King zadebiutował 8 października 2020 roku w przegranym 0:1 towarzyskim meczu z Gwineą Bissau, rozegranym w Óbidos. W 2024 roku powołano go do kadry na Puchar Narodów Afryki 2023. Wystąpił w nim w trzech meczach grupowych: z Egiptem (2:2), z Republiką Zielonego Przylądka (0:3) i z Ghaną (2:2).